# Тодева къща
Тодевата или Буйновата къща е възрожденска постройка, паметник на културата в град Банско, България.

## Местоположение
Разположена е в центъра на града, южно от църквата „Света Троица“.

## История
Къщата е построена в 1864 година от рода Тодеви. Второто ѝ име – Буйнова, идва от факта, че в нея известно време живее деецът на ВМОРО Александър Буйнов.

## Описание
Къщата спада към типа на разложко-чепинската къща, а обемното ѝ пространство следва отличителните черти на банската укрепена къща. Има приземен и жилищен етаж. Укрепеното ядро е част от къщата и е пример за последния етап на развитето на жилищните укрепления в Банско, когато трябва в тях да се съхраняват различни материали. Скриовникът е на приземния етаж и представлява голямо помещение, в което се влиза през къщито – стаята с огнището. За удобство ядрото е свързано с жилищната част, като междуетажната конструкция е опростена. Ядрото е със същите характеристики като двуетажните мази в други части на страната, но е включено в обема на самата къща. То има няколко бойника. На приземния етаж къщата има и изба и дюкян с вход от улицата. С подстрешна стълба от двора се влиза в жилищния етаж. На него има дълбок чардак, около който е къщи с две стаи от двете му страни, кьошк в южната част на чардака и просторна колиба в северната част, която излиза над стопанската постройка в двора, две премни от юг. Северозападната стая е от укрепеното ядро и е свързана със скриовника с железен капак и с къщито с двойна дървена врата. Южните приемни стаии имат богат интериор – долапи с таблени врати и профилирани тавани и розети в средата и по ъглите. Гредоредният таване се носи от колони на чардака, а тънки колонки носят голямата дървена стреха откъм чардака. Градежът на оградните стени и на скриовника е масивен каменен, а този на разделителните стени е паянтов. Къщата има голям ограден зид, в който има двукрила порта за влизане в двора.